# Magdaléna Hruška
Magdaléna Hruška, rozená Petráková (* 1990 Luhačovice) je kulturní manažerka, dramaturgyně, kurátorka a analytička v kulturních a kreativních průmyslech.

## Život
Narodila se v Luhačovicích, její otec František Petrák je výtvarník a matka Blanka Petráková je historička umění a kurátorka Muzea luhačovického zálesí. Její sestra[zdroj?] Marie Absolonová je návrhářkou obuvi. Žije společně s manželem Ondřejem a synem v Olomouci.[ve zdroji nenalezeno]

## Působení
Vystudovala Katedru teorie a dějin dramatických umění na Univerzitě Palackého v Olomouci (zde od roku 2024 pokračuje v postgraduálním studiu s tématem Příležitosti pro posílení spolupráce kulturního sektoru a městské samosprávy). Poté začala studovat magisterské studium managementu v kultuře na Masarykově univerzitě v Brně. V roce 2013 se stala iniciátorkou a organizátorkou multižánrového festivalu Luhovaný Vincent. Spolek pořádající festival realizoval v roce 2019 ještě samostatný projekt Zvuková mapa Luhačovic. V roce 2020 se stala výkonnou ředitelkou Nadačního fondu Pramen[zdroj?] v Luhačovicích, který poskytuje stáže a umělecké rezidence v lázeňském městě. Věnuje se rozvoji kulturních a kreativních odvětví v Olomouci a v Luhačovicích. V roce 2016 se začala společně s Petrem Bilíkem, Janem Žůrkem, Pavlem Bednaříkem a dalšími organizačně věnovat výzkumu Mapování kulturních a kreativních odvětví v Olomouci. Následně byla spoluzakladatelkou a koordinátorkou platformy Kreativní Olomouc. Je členkou Komise pro kulturu a cestovní ruch Statutárního města Olomouc. Věnuje se také dalším kulturním aktivitám, jako jsou Divadelní Flora Olomouc, projekt Old's Cool nebo zlínský spolek Zvěřinec.